# Japan Airlines-vlucht 123

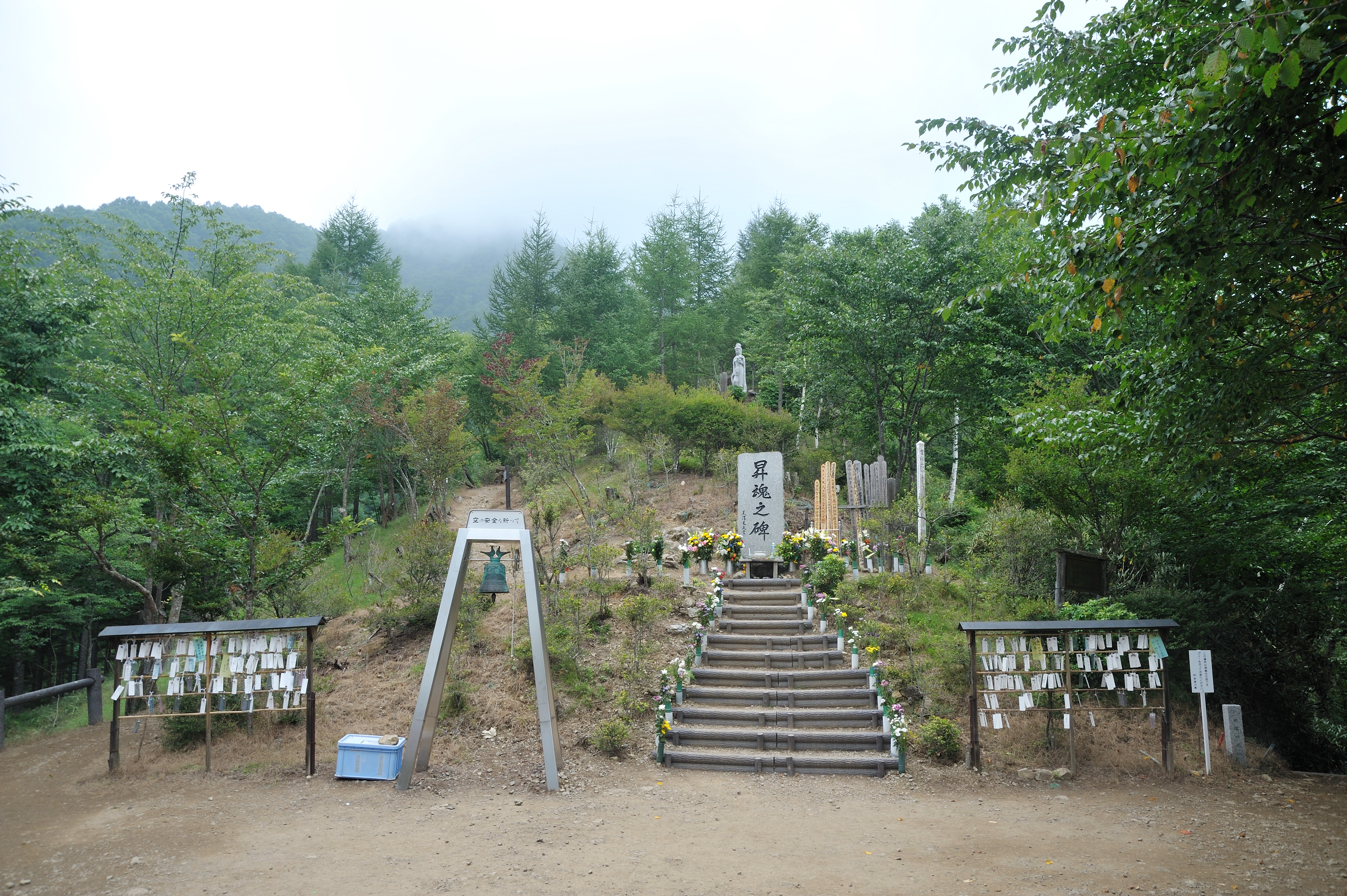
Cenotaaf bij de plaats van het ongeluk

Japan Airlines-vlucht 123 was een lijnvlucht van de luchthaven Haneda bij Tokio naar Osaka. Op 12 augustus 1985 botste de Boeing 747 die voor deze vlucht gebruikt werd tegen de berg Takamagahara, in de prefectuur Gunma, circa 100 km van Tokio. Hierbij kwamen 520 mensen om. Tot op de dag van vandaag is dit de grootste vliegramp met één toestel en de op een na grootste vliegramp aller tijden (de grootste is de vliegtuigramp van Tenerife) als slachtoffers op de grond niet worden meegerekend.

## Chronologie
Vlucht 123 vertrok om 18.12 uur plaatselijke tijd van Haneda, twaalf minuten te laat. De gezagvoerder was Masami Takahama, de eerste officier Yutaka Sasaki en de boordwerktuigkundige Hiroshi Fukuda.
De meeste passagiers reisden om Obon te vieren, een traditioneel Japans feest waar mensen hun voorouders vereren door naar de oorspronkelijke plaats van geboorte te gaan. Onder hen was de plaatselijk beroemde volkszanger Kyu Sakamoto, 43 jaar oud. Er waren 21 niet-Japanners aan boord.
Na twaalf minuten vliegen, toen het vliegtuig over de baai van Sagami vloog en net op kruishoogte was (7300 meter), ging het achterste drukschot kapot. De daaropvolgende explosieve decompressie beschadigde een groot deel van de staart.
De piloten meldden dat het vliegtuig in de problemen zat, maar niet van welke aard de problemen waren. Ze vroegen toestemming om terug te keren naar Haneda. Daarna vroegen ze toestemming voor Yokota Air Base, vlak bij Haneda, en uiteindelijk weer Haneda. Toen het vliegtuig naar 4100 meter daalde, meldden de piloten dat het vliegtuig onbestuurbaar was.
Voor de besturing heeft een Boeing 747 vier onafhankelijke hydraulische systemen. Deze systemen besturen het richtingsroer, de hoogteroeren en de rolroeren, die essentieel zijn om het vliegtuig van richting te laten veranderen. Deze vier systemen komen allemaal bijeen in de staart. Met de beschadigde staart (iets dat de piloten onmogelijk konden weten) was het vliegtuig onbestuurbaar. Het begon steil te klimmen en dan weer te dalen, wat typerend is voor vliegtuigen die alle hydraulische systemen kwijt zijn. De piloten ontdekten dat, als met de motoren vol vermogen werd gegeven, het vliegtuig klom. Als weinig vermogen werd gegeven, daalde het. Door meer vermogen aan de ene kant te geven dan aan de andere kant, was het mogelijk het vliegtuig enigszins te sturen. Hoewel de piloten een opmerkelijke prestatie leverden, botste het vliegtuig op een hoogte van 1600 meter tegen de top van een berg, begon te tollen en stortte uiteindelijk ondersteboven neer op de berg Takamagahara.
Er verstreken 32 minuten tussen de decompressie en het neerstorten. Dit was lang genoeg voor passagiers om een briefje naar hun geliefden te schrijven.

## Redding
Er was enige verwarring over wie de reddingsoperatie zou uitvoeren. Een helikopter van de Amerikaanse luchtmacht was twintig minuten na de crash ter plekke en stelde voor om boven de plek van de crash te blijven cirkelen om reddingswerkers, zowel Amerikaanse als Japanse, naar de goede plek te leiden. De helikopter werd echter opgedragen om terug te gaan naar Yokota Air Base, omdat de Japanse luchtmacht de zaak zou oplossen.
's Nachts kwam er een Japanse helikopter ter plaatse. Deze bevestigde het verongelukken van het toestel, maar landde niet aangezien rook het zicht belemmerde, de berg op die plaats een helling van 45° had en er geen teken van overlevenden was.
De volgende ochtend kwamen de reddingswerkers ter plaatse. Er overleefden tegen alle verwachtingen in vier mensen:
- Yumi Ochiai, 25 jaar oud, zat vastgeklemd tussen een paar rijen stoelen. Zij vertelde dat ze, kort nadat ze wakker werd, felle lichten zag en rotors van helikopters hoorde. De helikopter vloog echter weer weg. Overal om zich heen hoorde ze overlevenden schreeuwen en elkaar moed inspreken, geluiden die tijdens de nacht langzaam wegstierven.
- Hiroko Yoshizaki, een 34-jarige moeder.
- Mikiko Yoshizaki, haar 8-jarige dochter. Beiden zaten in een intact gebleven deel van de romp.
- Keiko Kawakami, een 12-jarig meisje dat in een boom hing.

Alle overlevenden zaten in de laatste zeven rijen van het vliegtuig.
Een medisch team vond veel mensen, wier verwondingen erop wezen dat ze een paar uur daarvoor waren overleden. Een dokter verklaarde: "Als we hier 10 uur eerder waren gekomen, zouden er meer overlevenden geweest zijn".

## Oorzaak

Animatie van een tailstrike

Op 2 juni 1978 had het toestel dat voor deze vlucht was ingezet een klein ongeluk tijdens de landing. Het toestel landde met zijn neus in een te hoge stand (en daardoor zijn staart te laag) en maakte een zogenaamde tailstrike. Er vielen geen doden of gewonden, maar het achterste drukschot raakte beschadigd.Japan Airlines vroeg Boeing de schade te repareren. 
Boeing maakte hierbij echter een fout: in plaats van één massief inzetstuk werden twee afzonderlijke inzetstukken gebruikt. Hierdoor moesten de krachten die optreden bij het op druk brengen van de cabine opgevangen worden door één enkele rij klinknagels. Door deze fout werd de kans op metaalmoeheid met 70% vergroot. Bij Boeing werd berekend dat de verbinding het 10.000 vluchten zou houden. 
Het vliegtuig verongelukte tijdens de 12.319e vlucht na de reparatie. De reden voor deze grote hoeveelheid vluchten was dat deze Boeing 747 niet gebruikt werd voor internationale en intercontinentale vluchten, wat gebruikelijk is voor een 747, maar voor korte binnenlandse vluchten (de vlucht van Tokio naar Osaka duurde 54 minuten).

## Gevolgen
Op binnenlandse vluchten nam het aantal passagiers na het ongeluk gemiddeld met 33% af. In de maanden daarna nam het aantal passagiers nog eens met 25% af. In 1986, voor het eerst in decennia, daalde het aantal passagiers op Japan Airlines-vluchten van Japan naar Amerika tijdens Nieuwjaar.
Japan Airlines betaalde 780 miljoen Japanse yen (ca. 5 miljoen euro) per slachtoffer als "condoleancegeld". De president van Japan Airlines, Yasumoto Takagi, trad af.